# Campionat del Món d'esgrima de 1949
El Campionat del Món d'esgrima de 1949 fou la cinquena edició del Campionat del Món d'esgrima. Es va disputar al Caire, Egipte.

## Resultats

### Resultats masculins
| Proves            | Or | Plata                                                                                   | Bronze |
| Floret individual | Christian d'Oriola | Renzo Nostini                                                                           | Edoardo Mangiarotti                                                                                                |
| Floret per equips | ItàliaManlio Di Rosa · Edoardo Mangiarotti · Giuliano Nostini · Renzo Nostini · Roberto Ferrari · Giorgio Pellini          | FrançaRené Bougnol · Jéhan Buhan · Christian d'Oriola · Jacques Lataste · Adrien Rommel | EgipteOsman Abdel Hafeez · Anwar Tawfik · Salah Dessouki · Hassan Hosni Tawfik · Mahmoud Younes · Mohamed Zulficar |
| Espasa individual | Dario Mangiarotti | René Bougnol                                                                            | Per Carleson |
| Espasa per equips | ItàliaRoberto Battaglia · Luigi Cantone · Antonio Mandruzzato · Dario Mangiarotti · Edoardo Mangiarotti · Antonio Spallino | SuèciaPer Carleson · Hans Drakenberg · Carl Forssell · Rolf Julin                       | EgipteSalah Dessouki · Mohamed Abdel Rahman · Mahmoud Younes · Maurice Schmeil · Youssef Asfar                     |
| Sabre individual  | Gastone Darè | Giorgio Pellini                                                                         | Vincenzo Pinton |
| Sabre per equips  | ItàliaGastone Darè · Renzo Nostini · Mauro Racca · Vincenzo Pinton · Giorgio Pellini · Vittorio Stagni                     | FrançaJacques Lefèvre · Jean Levavasseur · Jean Parent · Jean-François Tournon          | EgipteAhmed Abou-Shadi · Salah Dessouki · Mohamed Abdel Rahman · Mahmoud Younes · Mohamed Zulficar                 |

### Resultats femenins
| Proves            | Or                 | Plata          | Bronze            |
| Floret individual | Ellen Müller-Preis | Karen Lachmann | Jacqueline Baudot |

## Medaller
| Posició | País      | Or | Plata | Bronze | Total |
| 1       | Itàlia    | 5  | 2     | 2      | 9     |
| 2       | França    | 1  | 3     | 1      | 5     |
| 3       | Àustria   | 1  | 0     | 0      | 1     |
| 4       | Suècia    | 0  | 1     | 1      | 2     |
| 5       | Dinamarca | 0  | 1     | 0      | 1     |
| 6       | Egipte    | 0  | 0     | 3      | 3     |